# 恩田駅
恩田駅（おんだえき）は、神奈川県横浜市青葉区あかね台（ホームは恩田町）にある、東急電鉄こどもの国線の駅である。駅番号はKD02。
こどもの国線は横浜高速鉄道が第三種鉄道事業者となっており、当駅施設も同社が保有している。

## 歴史
元々付近には1972年（昭和47年）に発足した長津田車両工場（当初は長津田工機事務所）への分岐が設けられていた。その後、こどもの国（児童厚生施設）への行楽客輸送路線であったこどもの国線を周辺地域の住宅地化に応じて通勤線へ改良した際に、唯一の中間駅として当駅が新設された。

### 年表
- 2000年（平成12年）3月29日：開設[1]。

## 駅構造
島式ホーム1面2線を有する列車交換可能な地上駅。ホーム有効長は多客期に対応出来るよう4両編成分あるが、こどもの国駅・長津田駅とは異なり、5両編成分の長さは確保されていない。ホーム上屋は2両分のみ設置され、上屋が設置されていない部分のホームについては通常時は柵で封鎖されている。駅舎は通勤線化の際に新設され、自動券売機や自動改札機などが設置されている。
通常時は駅員無配置であり（長津田駅管理）、乗客の問合わせはインターホンによる対応となる。また筆談用FAX設備がある。改札内外共にトイレは設置されていない。
改札階と2階通路（跨線橋）、および2階通路とホームを連絡する2基のエレベーターが設置されている。
隣接する東急電鉄長津田車両工場より繋がる側線があり、同工場作業用車両が待機する場合がある。また、輸送障害時には恩田駅で折り返し運転が実施される場合がある。
駅前後共に単線となっている駅は東急では当駅しかない。

### のりば

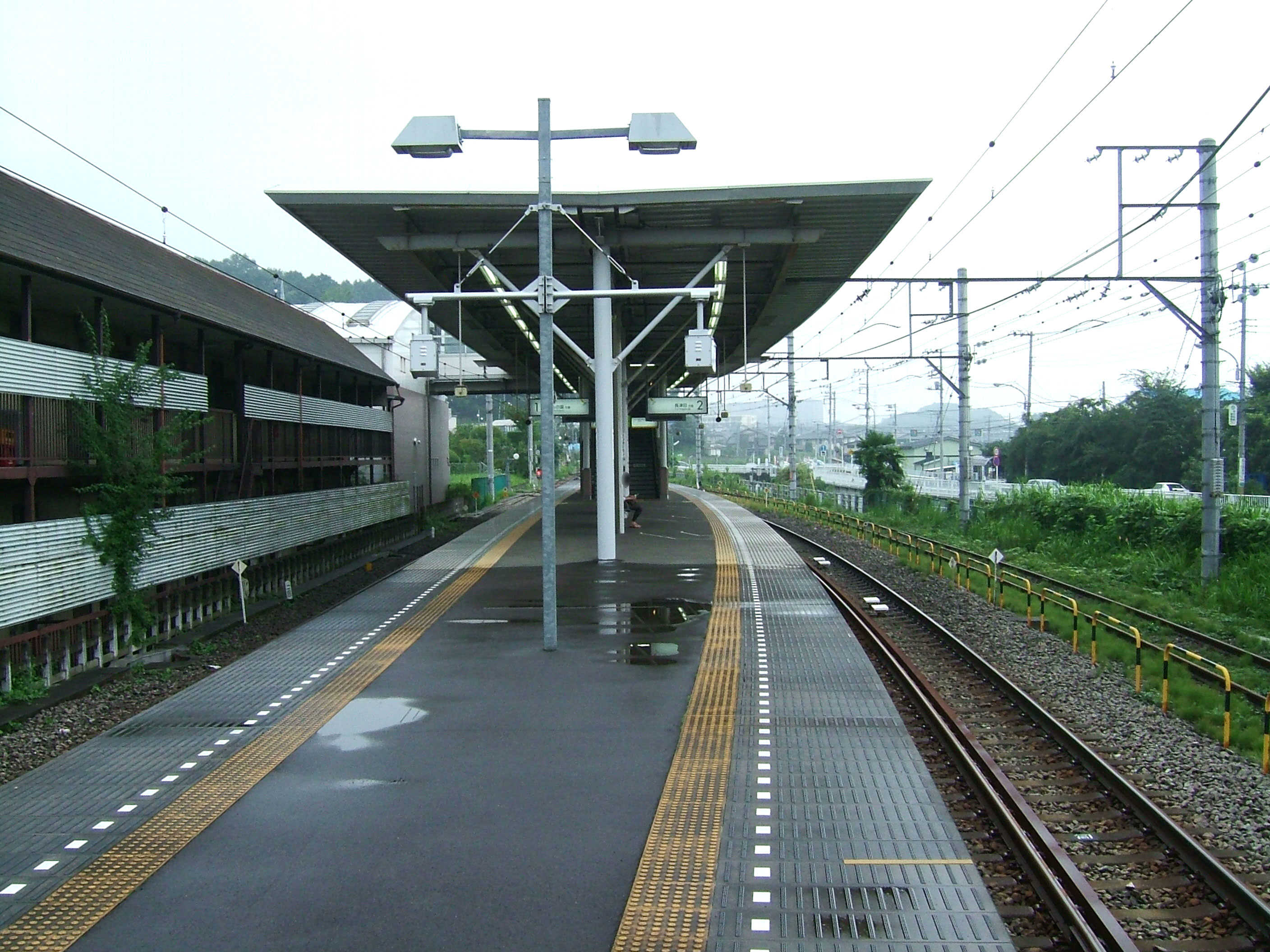
ホーム（2008年8月）

| 番線 | 路線         | 方向 | 行先           |
| ---- | ------------ | ---- | -------------- |
| 1    | こどもの国線 | 下り | こどもの国方面 |
| 2    | こどもの国線 | 上り | 長津田方面     |

## 利用状況
2024年度（令和6年度）の1日平均乗降人員は974人である。運行を担当する東急電鉄全駅（世田谷線を除く）の中で最も少ない。但し、定期利用乗降人員が計上されていないため実数を表していない（こどもの国線定期券は全て長津田駅 - こどもの国駅間利用扱いとなるため、当駅発着定期券は発売されていない）。
近年の1日平均乗降・乗車人員の推移は以下の通り。
| 年度               | 1日平均 乗降人員 | 1日平均 乗車人員 | 出典               |
| ------------------ | ---------------- | ---------------- | ------------------ |
| 2001年（平成13年） |                  | 350              |                    |
| 2002年（平成14年） | 645              | 356              |                    |
| 2003年（平成15年） |                  | 356              |                    |
| 2004年（平成16年） | 654              | 365              |                    |
| 2005年（平成17年） | 674              | 378              |                    |
| 2006年（平成18年） | 711              | 387              |                    |
| 2007年（平成19年） | 799              | 433              |                    |
| 2008年（平成20年） | 848              | 461              |                    |
| 2009年（平成21年） | 846              | 464              |                    |
| 2010年（平成22年） | 905              | 494              | [ 神奈川県統計 1 ] |
| 2011年（平成23年） | 894              | 488              | [ 神奈川県統計 1 ] |
| 2012年（平成24年） | 917              | 499              | [ 神奈川県統計 2 ] |
| 2013年（平成25年） | 908              | 494              | [ 神奈川県統計 3 ] |
| 2014年（平成26年） | 880              | 481              | [ 神奈川県統計 4 ] |
| 2015年（平成27年） | 846              | 467              | [ 神奈川県統計 5 ] |
| 2016年（平成28年） | 827              | 461              | [ 神奈川県統計 6 ] |
| 2017年（平成29年） | 843              | 476              | [ 神奈川県統計 7 ] |
| 2018年（平成30年） | 854              | 479              | [ 神奈川県統計 8 ] |
| 2019年（令和元年） | 827              | 465              |                    |
| 2020年（令和02年） | 639              |                  |                    |
| 2021年（令和03年） | 739              |                  |                    |
| 2022年（令和04年） | 856              |                  |                    |
| 2023年（令和05年） | 934              |                  |                    |
| 2024年（令和06年） | 974              |                  |                    |

## 駅周辺
- 東急電鉄長津田車両工場
- 徳恩寺
- 恩田の谷戸
  - 水田、小川（奈良川など）、雑木林などがあり、市民有志による手入れ・保全活動が継続されている。
- 横浜市立あかね台中学校

開業当時は駅前にtoksが存在した。toks閉店後、2004年（平成16年）4月 - 2012年（平成24年）3月までドッグカフェ、サントラップが営業していた。2017年（平成29年）5月現在はコインパーキングとなっている。

### 路線バス
- 恩田駅
  - 東急バス
    - 青55 中恩田橋・松風台経由 青葉台駅行
- 徳恩寺前 - 県道139号沿いの路上
  - 横浜市営バス
    - 177 こどもの国入口経由 奈良北団地折返場行 / 田奈駅経由 十日市場駅前行

以前は小田急バス柿20 町田ターミナル行 / 柿生駅南口行と、東急バス青56 こどもの国経由 緑山循環／中恩田橋・松風台経由 青葉台駅行も停車していた（いずれも路線廃止）。

## 隣の駅
東急電鉄
 こどもの国線
長津田駅 (KD01) - 恩田駅 (KD02) - こどもの国駅 (KD03)